# De kreupelen
De kreupelen of De kreupele bedelaars is een schilderij in olieverf van Pieter Bruegel de Oude. Het kleine werk, vervaardigd in 1568, is een van de laatste van zijn hand en het enige dat het Louvre van hem bezit. Het is linksonder gesigneerd en gedateerd Bruegel M.D. LXVIII.

## Voorstelling
Vijf kreupelen zijn verwikkeld in een onduidelijk manoeuvre, terwijl in de achtergrond een vrouw met een bedelnap passeert. De mannen zijn gruwelijk verminkt, hun gezichten suggereren dat ze ook geestelijk niet in de haak zijn. Medici hebben de misvormingen vooral toegeschreven aan ergotisme en polio. Kunsthistorici zien in de groep eerder een geavanceerde vorm van lepra. De verkrampte benen van de blinde met de belletjes aan zijn laarzen zouden wijzen op spastische paraparese. De hulpstukken (T-vormige krukken, steltbenen, 'knieschoenen', houten scheenbeschermers voor blinden...) zijn nauwkeurig afgebeeld. Van drie zijn de benen geamputeerd, vier hebben vossenstaarten aan hun kledij bevestigd. De hoofddeksels, soms van papier als bij carnaval, zijn toe te wijzen aan verschillende standen. Van links naar rechts zien we de sjako van soldaten, de kroon van koningen, de baret van burgers en de mijter van bisschoppen, terwijl de ruggelings afgebeelde figuur een boerenmuts draagt.
De compositie lijkt te zijn gemaakt om de kijker net als de kreupelen uit zijn evenwicht te brengen. De figuren richten zich naar alle kanten en de enige die de toeschouwer aankijkt, doet dat met uitgestoken ogen.

## Interpretatie
Hoewel het schilderij vrij duidelijk een satire is, heeft het zijn geheimen nog niet prijsgegeven. De vossenstaarten zijn in verband gebracht met wat bedelaars traditioneel droegen op Koppermaandag, of nog met Reinaart de vos, de listige bedrieger en bespotter van autoriteit. Uit een vergelijking met het tiental andere 16e-eeuwse schilderijen waarop het motief voorkomt, van kleine meesters als Pieter Aertsen en Marten van Cleve, komt de carnavalstraditie als meest waarschijnlijk naar voren. Lepralijders mochten op Koppermaandag de stad in om te bedelen (de vrouw met de schaal).
De vossenstaarten zouden eerder vestimentaire attributen zijn dan dragers van een aparte symbolische betekenis. Net als de papieren hoofddeksels zouden ze het uniform van de gezagsdragers suggereren (in dit geval het bont van hun mantels) binnen een carnavaleske omgekeerde wereld.
Zonder er echt de vinger op te kunnen leggen, lijken maatschappelijke spot, standsverschil en bedelarij als georganiseerd bedrog deel uit te maken van de thematiek. Mededogen spreekt niet uit het werk.

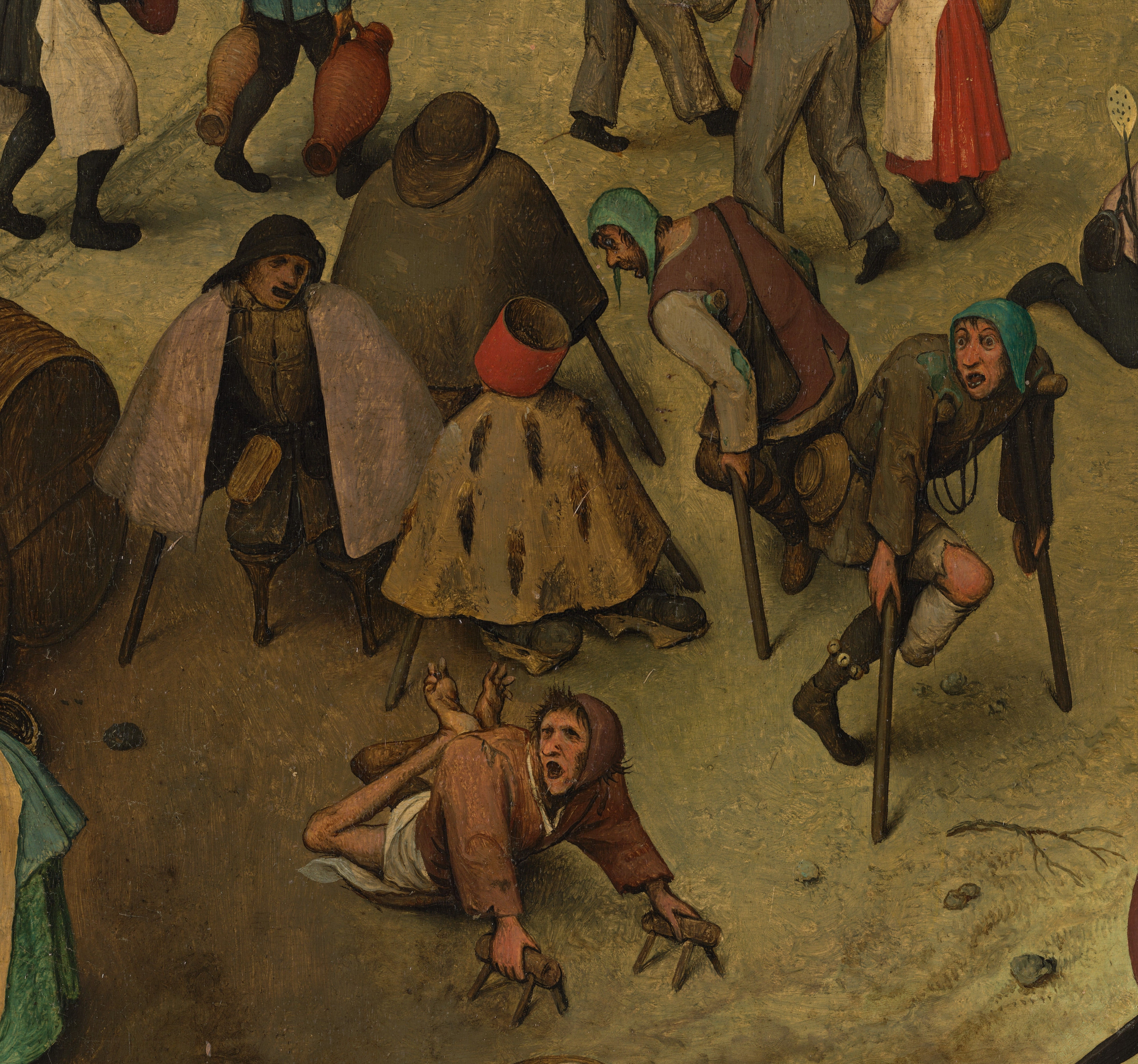
Een gelijkaardige groep in De strijd tussen Vasten en Vastenavond (1559): kreupelen dansen op het belgerinkel van een manke nar.

## Achterzijde
Op de achterkant van het schilderij zijn twee inscripties aangebracht in een 16e-eeuws handschrift. De onvolledige Middelnederlandse zin is een bemoedigend woord dat volgens Marijnissen gebruikelijk was bij het geven van aalmoezen:
[k]ruepelen [bisschop] hooch [gemoet] dat u nering beteren moe[t]
De Latijnse disticha zijn een humanistisch eerbetoon aan de schilder:
NATVRAE DEERAT NOSTRAE QUOD DEFUIT ARTI
[НАЕС] DATA PICTORI GRATIA TANTA [FUIT]
ALIUD
HIC NATURA STUPET PICTIS EXPRESSA FIGURIS
VISA SUIS CLAUDIS HUNC BRUEGEL ESSE PAREM
(Wat de natuur mist, is afwezig in onze kunst / Zo groot was de genade aan deze schilder gegeven / Hier is de natuur, uitgedrukt in geschilderde figuren / verstomd door deze kreupelen te zien dat Bruegel haar gelijke is)
Zoals Zeuxis in de oudheid het toonbeeld van schoonheid componeerde door elementen van verschillende bevallige modellen samen te voegen, zo zou Bruegel hier de absolute lelijkheid hebben gecreëerd uit de combinatie van vijf afstotelijke bedelaars.

## Voetnoten
1. ↑  C. Nemes en M. Goerig, "The medical and surgical management of the pilgrims of the Jacobean Roads in medieval times. Part 2. Traces of ergotism and pictures of human suffering in the medieval fine arts", in: International Congress Series, 2002, nr. 1242, p. 488. DOI:10.1016/S0531-5131(02)01097-X
2. ↑  Elizabeth Alice Honig, Pieter Bruegel and the Idea of Human Nature, 2019, p. 139. Gearchiveerd op 23 juni 2023.
3. ↑  Tony-Michel Torrilhon, La pathologie chez Bruegel, doctoraatsthesis Geneeskunde, Parijs, 1957
4. ↑  R.L. Delevoy, Bruegel, 1990, p. 88-89
5. ↑  Paul Vandenbroeck, Jheronimus Bosch. Tussen volksleven en stadscultuur, 1987, p. 339-346
6. ↑  Matthijs Ilsink, Bosch en Bruegel als Bosch. Kunst over kunst bij Pieter Bruegel (c. 1528-1569) en Jheronimus Bosch (c. 1450-1516), 2009, p. 161-165

Landschap met de parabel van de zaaier (1557) · Wie een varken is, moet in het kot (1557) · Twaalf spreekwoorden (1558) · De spreekwoorden (1559) ·  De strijd tussen Vasten en Vastenavond (1559) · De kinderspelen (1560) · De zelfmoord van Saul (1562) · Twee aapjes (1562) · De val der opstandige engelen (1562) · De triomf van de dood (ca. 1562) · Dulle Griet (1563) · De vlucht naar Egypte (1563) · Gezicht op de baai van Napels (ca. 1563) · De bouw van de toren van Babel (1563) · De aanbidding door de wijzen in de sneeuw (1563) · De kruisdraging (1564) · De aanbidding door de wijzen (1564) · De ontslaping van Maria (ca. 1564) · Christus en de overspelige vrouw (1565) · De hooitijd (juni/juli) (1565) · De oogst (augustus/september) (1565) · De terugkeer van de kudde (oktober/november) (1565)  · Jagers in de sneeuw (december/januari) (1565) · De sombere dag (februari/maart) (1565) · Winterlandschap met schaatsers en vogelknip (1565) · De kindermoord te Bethlehem (ca. 1566) · De boerenbruiloftsdans (1566) · De volkstelling te Bethlehem (1566) · De prediking van Johannes de Doper (1566) · De Sint-Maartenswijn (1566-67) · Het Land van Kokanje (Luilekkerland) (1567) · De bekering van Paulus (1567) · Het bruiloftsmaal (ca. 1567) · De dorpskermis (ca. 1567) · De toren van Babel (ca. 1568?) · Drie soldaten (1568) · De nestrover (1568) · De misantroop (1568) · De parabel van de blinden (1568) · Hoofd van een boerin (ca. 1568) · De kreupele bedelaars (1568) · De ekster op de galg (1568)
Landschap met de verschijning van Christus aan het meer van Tiberias (1553) · De aanbidding door de wijzen (ca. 1556) · De val van Icarus (ca. 1565)
De grote vissen eten de kleine · Zeeslag in de Straat van Messina